# Garrido
Garrido é um sobrenome espanhol, português que significa "elegante". Pessoas com o sobrenome incluem:
- António Garrido, (nascido em 1932), ex-árbitro do futebol português;
- Ignacio Garrido, (nascido em 1972), golfista profissional espanhol;
- Javier Garrido, (nascido em 1985), jogador de futebol espanhol;
- Jorge Toriello Garrido, (morto em 1998), um dos três líderes do primeiro governo que governou a Guatemala;
- José María Rojas Garrido, (1824-1883), senador colombiano e estadista;
- Toni Garrido, (nascido em 1967), nome artístico de Antônio Bento da Silva Filho, cantor brasileiro.